# Danske Børneaktion Wienerbørn
|  | Denne artikel er oprettet af botten Steenthbot ud fra en ekstern database. Den kan derfor have sproglige fejl eller mangler. Denne skabelon kan fjernes efter kontrol af indholdet. |

Danske Børneaktion Wienerbørn er en dansk dokumentarisk optagelse fra 1921.

## Handling
Efter 1. verdenskrig blev et stort antal østrigske børn i årene efter sendt til Danmark på midlertidige ophold.
1. del: Optagelser fra aktionskomiteens besøg i Wien. De østrigske børn skal til en kort lægeundersøgelse inden afrejsen. Afsked med forældre inden togafgang.
2. del: Børnetransportens afrejse fra Wien, hvor 11 togvogne fyldt med børn forlader banegården. Alfred Pabeschitz er togleder. På turen holdes der pause på en station, hvor alle kan få noget at drikke. En af togvognene er en køkkenvogn. Der strækkes ben i den tyske by Halle. Vamdrup er den første 'frokoststation' i Danmark, hvorfra rejsen fortsætter til Kolding, Fredericia og sejlturen over Storebælt. En hjemtransport fra Københavns Hovedbanegård, hvor rejsen igen går over Korsør og Fredericia. De danske aktionsledere ankommer til Wien, hvor de modtages af de østrigske ledere. Forældrene strømmer til for at tage imod deres børn. Der afholdes en takkefest foran rådhuset i Wien, inden de danske aktionsledere anført af overretssagfører Jacobsen rejser hjem.